# Menaldumadeel
Menaldumadeel (Menameradiel  en frisó) és un municipi de la província de Frísia, al nord dels Països Baixos. L'1 de gener de 2009 tenia 13.690 habitants repartits per una superfície de 70,03 km² (dels quals 1,02 km² corresponen a aigua). Limita al nord amb het Bildt i Leeuwarderadeel, a l'oest amb Franekeradeel, a l'est amb Ljouwert i al sud amb Littenseradiel.

## Administració
El consistori actual, després de les eleccions municipals de 2007, és dirigit per G. van Delft-Jaasma. El consistori consta de 15 membres, compost per:
- Partit del Treball, (PvdA) 4 escons
- Partit Nacional Frisó, (FNP) 3 escons
- Crida Demòcrata Cristiana, (CDA) 3 escons
- Gemeentebelangen 2000, 2 escons
- GroenLinks, 2 escons
- Partit Popular per la Llibertat i la Democràcia, (VVD) 1 escó